# Sint-Lucaskerk (Antwerpen)
De Sint-Lucaskerk is een voormalige parochiekerk te Antwerpen-Linkeroever, gelegen aan Ernest Claesstraat 5.
De parochie was gevestigd rond de Waaslandtunnel. Omdat er rond de jaren 60 geen bebouwing was, werd er een wedstrijd opgericht om hier een Europark te bouwen. Een wijk volledig bestaand uit sociale woningen. Na het publiceren van de plannen merkten de vertegenwoordigers van de andere parochies van Linkeroever op dat er geen kerkgebouw was voorzien. Het bisdom werd ingeschakeld en na overleg werd er een kerk gepland bij de Chicagobuilding in de stijl van het naoorlogs modernisme in beton die in 1974 werd ingezegend.
Na de fusie van de drie parochies op Linkeroever werd de Sint-Lucaskerk vanaf 2005 een bijkerk van de Sint-Anna-ten-Drieënkerk. Er werden na enkele jaren geen Missen meer opgedragen, maar de kerk bleef eigendom van de parochie en kreeg een sociale functie. Het gebouw werd ingezet voor naschoolse opvang en voor de stichting Laudato Si' , die in 2018 hier begon met een kringloopwerkplaats met tewerkstelling van kwetsbaren op de arbeidsmarkt en aldus een belangrijke buurtfunctie vervult.